# سمسرة (منشأة)
السمسرة  منشأة معمارية تؤدي وظيفة اجتماعية واقتصادية ارتبط ظهورها بنشوء وتطور الإنتاج الحرفي خلال مرحلة انفصال الزراعة عن الرعي ونمو المراكز التجارية من أجل التبادل السلعي، لقد هيئ التطور النسبي الرفيع للتقسيم الاجتماعي الشروط الضرورية لنشوء مراكز تجارية كبيرة على امتداد الساحة، ولذلك تعتبر السماسر من مكونات مدينة صنعاء كحاضرة ومركز تجاري.
بانتقال مركز الحضارة اليمنية  من مأرب إلى ظفار (ذو ريدان) في محافظة إب تحول مسار الطريق التجاري القديم عبر الهضبة اليمنية وعرف (بدرب أسعد الكامل)، وكانت صنعاء أهم محطاته الرئيسية ؛ مما زاد من أهمية السماسر لتلبية الاحتياجات الجديدة، وتوسع بناء السماسر فيها حيث كانت تقدم خدمات الإيواء للمسافرين وحفظ المتاع والبضائع والراحة والتزويد بالمؤن لمواصلة السفر والترحال، وكانت تلك السماسر بمثابة الشكل الجنيني لما يسمى (بالخدمات الفندقية اليوم).

## تاريخ
بعض التواريخ:
1615م – بداية التكوين الفعلي للسماسر في اليمن، وتُعد سمسرة محمد بن الحسن أولاها.
1989م – افتتاح سمسرة النحاس ‏ من طرف عبدالعزيز عبدالغني، رئيس مجلس الوزراء آنذاك.
1990م – إعادة ترميم سمسرة المنصور ‏ بمنحة تمويلية من الحكومة الألمانية وقد استغرق العمل فيها 3 سنوات متتالية.

## سماسر صنعاء القديمة
بلغ عدد السماسر في صنعاء القديمة 30 سمسرة، أهمها سمسرة المنصورة  وسمسرة النحاس وسمسرة المعدن، وسمسرة الذماري، وغيرها.
ومن السماسر التي كانت قائمة في سوق صنعاء (سوق الملح) قديماً هي :-
1. سمسرة محمد بن الحسن ‏: التي كانت بمثابة بنك للتجار تحفظ فيها البضائع الثمينة والنقود من الذهب والفضة، تقع وسط السوق باتجاه الشمال ، وتطل واجهتها الرئيسية الجنوبية على مركز السوق ، وعمارة السمسرة كانت بأمر الأمير محمد بن الحسن في سنة (1656م) ونسبت إليه.
2. سمسرة سوق العنب
3. سمسرة سوق النحاس:وتقع جنوب مركز سوق صنعاء ، وفي بداية امتداد توسع السوق نحو الجنوب الذي ينفذ إلى باب اليمن.[3]
4. سمسرة المنصور: تقع في الطرف الجنوبي الغربي لمركز سوق صنعاء. ويرجع تاريخ السمسرة إلى القرن 16 م
5. سمسرة الجمرك:  تقع شمال شرق مركز سوق صنعاء. ويعود تاريخ بناء السمسرة إلى القرن السابع عشر ميلادي، وفيها كان يتم وزن بضائع التجار لتحديد الرسوم الضريبية عليها
6. سمسرة دلال وغيرها من السماسر العديدة التي كانت منتشرة بكل تقسيمات السوق بحسب نوع البضاعة.
7. سمسرة المزين (الخان) : تقع في الطرف الجنوبي الشرقي لمركز سوق صنعاء. يرجع تاريخ عمارة السمسرة إلى نحو القرن 16م
8. سمسرة الميزان : تقع في وسط السوق في اتجاه الشمال الشرقي
9. سمسرة المجة : تقع إلى الشمال من سمسرة المنصورة وهي ملتصقة بها تماماً وتطل واجهتها على سوق العسوب المشهور.
10. سمسرة يحي بن القاسم : تقع إلى الشرق من سمسرة المنصورة ومقابل السور القبلي للجامع الكبير.[4]
11. سمسرة المخلاص : توجد في سوق المخلاص الواقع في سوق الملح.
12. سمسرة النجارين : وتوجد في سوق النجارين أمام الجامع الكبير.
13. سمسرة العمراني : وتوجد أمام سوق الحمير. 12ـ سمسرة وردة: وتوجد في سوق الملح.
14. سمسرة الذريره : وتوجد في سوق الحطب.
15. سمسرة سوق الحلقة: وتوجد في سوق الحلقة.

ويدل العدد الكبير لهذه المنشآت على حجم التبادل التجاري الكبير وسعة النشاط التجاري الضخم لسوق صنعاء الذي كان مقصداً للتجار من جميع مراكز التبادل السلعي في داخل اليمن وخارجها مثل تجار الشام والحيرة وفارس والهند، وكانت لهذه السماسر ضوابط قانونية صارمة في تأدية مهامها.